# Nancy Jan Davis
Nancy Jan Davis (Cocoa Beach, 1 november 1953) is een Amerikaans voormalig ruimtevaarder. Haar eerste ruimtevlucht was STS-47 met de spaceshuttle Endeavour en vond plaats op 12 september 1992. Tijdens de missie werden verschillende experimenten uitgevoerd in de Spacelab module.
Davis maakte deel uit van NASA Astronaut Group 12. Deze groep van 15 astronauten begon hun training in juni 1987 en werden in augustus 1988 astronaut. In totaal heeft Davis drie ruimtevluchten op haar naam staan. In 1999 ging zij als astronaut met pensioen. Ze vervulde tot 2005 nog verschillende functies binnen NASA.